# Leukotrien-A4 hidrolaza
Leukotrien-A4 hidrolaza (EC 3.3.2.6, LTA4 hidrolaza, LTA4H, leukotrienska A4 hidrolaza) je enzim sa sistematskim imenom (7E,9E,11Z,14Z)-(5S,6S)-5,6-epoksiikosa-7,9,11,14-tetraenoatna hidrolaza. Ovaj enzim katalizuje sledeću hemijsku reakciju
leukotrien A4 + H2O {\displaystyle \rightleftharpoons } leukotrien B4
Ova bifunkcionalna cinkova metaloproteaza deluje kao epoksidna hidrolaza i aminopeptidaza.

## Literatura
- Nicholas C. Price; Lewis Stevens (1999). Fundamentals of Enzymology: The Cell and Molecular Biology of Catalytic Proteins (Third изд.). USA: Oxford University Press. ISBN 019850229X.
- Eric J. Toone (2006). Advances in Enzymology and Related Areas of Molecular Biology, Protein Evolution (Volume 75 изд.). Wiley-Interscience. ISBN 0471205036.
- Branden C; Tooze J. Introduction to Protein Structure. New York, NY: Garland Publishing. ISBN 0-8153-2305-0.
- Irwin H. Segel. Enzyme Kinetics: Behavior and Analysis of Rapid Equilibrium and Steady-State Enzyme Systems (Book 44 изд.). Wiley Classics Library. ISBN 0471303097.

## Spoljašnje veze
- Leukotriene-A4+hydrolase на 